# Hoplias lacerdae
Hoplias lacerdae é uma espécie de peixe sul-americano de água doce. (Trairão)